# Centropogon hirsutus
Centropogon hirsutus là loài thực vật có hoa trong họ Hoa chuông. Loài này được Gleason mô tả khoa học đầu tiên năm 1925.